# Oppejen
Oppejen är en sjö i Leksands kommun i Dalarna och ingår i Dalälvens huvudavrinningsområde. Sjön har en area på 0,922 kvadratkilometer och ligger 306,2 meter över havet. Sjön avvattnas av vattendraget Limån (Gryssån).

## Delavrinningsområde
Oppejen ingår i det delavrinningsområde (672087-143907) som SMHI kallar för Ovan 672277-143834. Medelhöjden är 328 meter över havet och ytan är 6,98 kvadratkilometer. Det finns inga avrinningsområden uppströms utan avrinningsområdet är högsta punkten. Limån (Gryssån) som avvattnar avrinningsområdet har biflödesordning 3, vilket innebär att vattnet flödar genom totalt 3 vattendrag innan det når havet efter 320 kilometer. Avrinningsområdet består mestadels av skog (61 procent) och sankmarker (26 procent). Avrinningsområdet har 0,92 kvadratkilometer vattenytor vilket ger det en sjöprocent på 13,2 procent.